# 茶臼岳 (栃木県)
茶臼岳（ちゃうすだけ）は、栃木県那須郡那須町にある標高1,915mの山であり、数枚の溶岩流、火砕流、頂部の火砕丘、溶岩円頂丘から成る成層火山である。山体は日光国立公園に属す。日本百名山のひとつ、那須岳の主峰、または那須岳の別称である。

## 概要
茶臼岳は那須岳の別称またはその主峰にあたる。茶臼岳の活動は約1万6千年前以降に始まり、15世紀に山頂溶岩ドームを噴出し、以後も活動を続けている活火山である。山麓に分布する大沢火砕流堆積物等を除くと、東西約 3 km，南北約1.5kmの溶岩と火砕堆積物の互層からなる成層火山である。噴火口を伴う山頂部は栃木県那須郡那須町にあるが、その裾野は那須塩原市や福島県西白河郡西郷村にまで及ぶ。那須の山々は茶臼岳の山裾に乗っていると云ってよい。
茶臼岳では小規模な古茶臼岳火山の活動の後、約1万6千年前に大沢火砕流の噴出があった。さらに茶臼岳溶岩の流出と大丸火砕流群の噴出があり、水蒸気噴火を繰り返した後、15世紀に山頂火口に形成されていた火砕丘から茶臼溶岩ドームが流出して出来上がった。

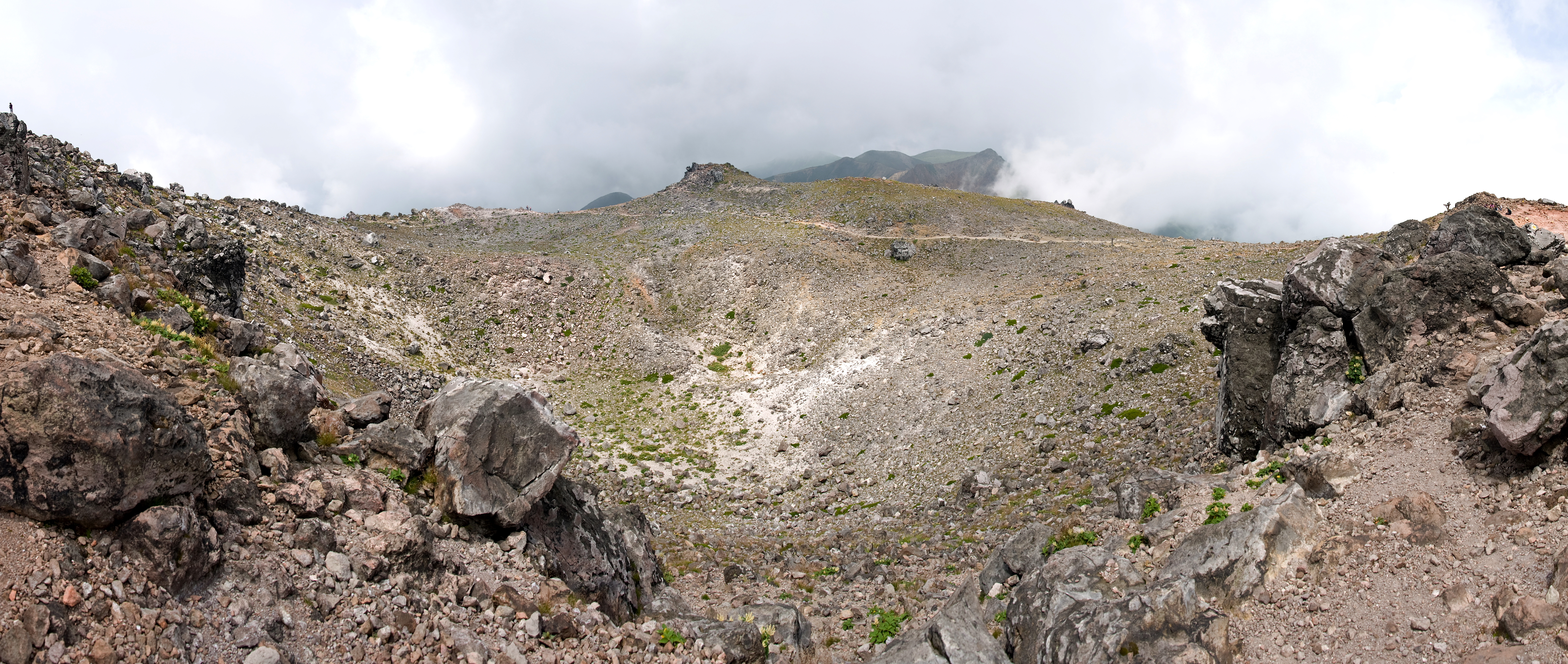
山頂火口

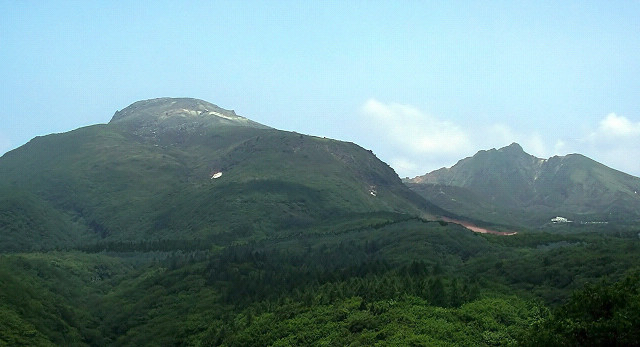
東から見た茶臼岳（左）と朝日岳（右）

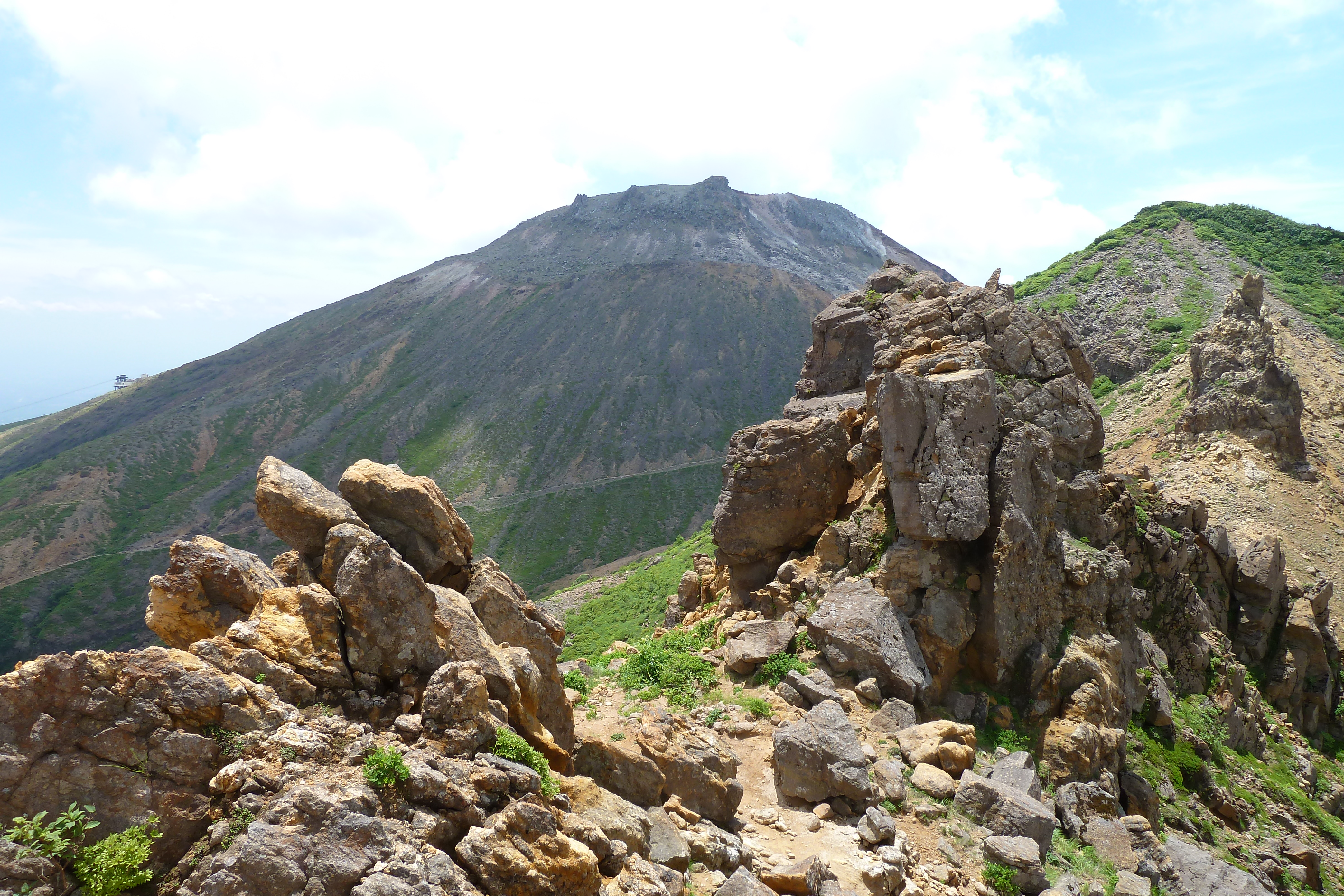
北から見た茶臼岳

## 自然
茶臼岳山麓は広葉樹を中心とする植生であり、夏は緑が豊かで秋は多種多様な紅葉が見られる。山頂部は噴火に伴う砂礫が覆っており、低木は点在するが見晴らしは良い。登山道が整備され、斜面は緩やかでルートには案内板やマーキングなどの目印も付けられているため初心者や子供連れでも比較的容易に登ることが出来る。登山口は峠の茶屋で、峰の茶屋まで最初は林の中の土の道を歩き、その後大小岩石と砂礫の道を登っていく。峰の茶屋では南方向に折り返し、茶臼岳山頂に向かって一気に登る。
茶臼岳の東麓は那珂川支流の余笹川や湯川など数多くの河川が多く存在する。一方、茶臼岳の西麓は那珂川の源流部で、大川などの比較的大規模な河川があり、その一部平坦地には沼原湿原があって数々の湿原植物が繁茂している。

## 山岳信仰
茶臼岳をはじめ、那須岳山麓の温泉街は、古くから那須連山の山岳信仰のための登山基地のような機能を受け持っていたと云われる。山腹には九尾の狐と殺生石の伝説など、山岳信仰に因む逸話が数多く残されている。またこの殺生石付近の那須湯本には複数の社があり、温泉群にも信仰に因む名称が付されている。

### 山頂
茶臼岳の頂上に、那須温泉神社の奥宮・那須岳神社が鎮座する。

### 登山道
那須岳登山口に、山之神が鎮座する。

### 殺生石付近の神社
殺生石付近に在る神社は以下のとおり。
- 那須温泉神社
- 見立神社
- 愛宕神社

### 茶臼岳山麓の信仰に因む地名
茶臼岳東麓に在る信仰に因む地名は以下のとおり。
- 高雄温泉
  - 高雄神に因む。
- 弁天温泉
  - 弁天に因む。
- 八幡温泉
  - 八幡神に因む。

## アクセス
茶臼岳東麓には栃木県道17号那須高原線（旧ボルケーノハイウェイ）が整備され、その中腹部にある『峠の茶屋』（那須岳登山口）まで自家用車で登ることが出来るほか、峠の茶屋の少し下には那須ロープウェイの那須山麓駅があり、那須山頂駅まで索道が敷かれており茶臼岳山頂の近くまで容易に到達することが出来る。峠の茶屋および那須山麓駅ともに大規模駐車場を備えているほか、那須山麓駅まではJR東北本線黒磯駅や那須塩原駅から春季から秋季まで関東自動車の路線バス便も利用可能なため、観光客が比較的気軽に訪れることができるが、アクセス道が県道17号1本のみで、またこの唯一のアクセス道の県道17号が峠の茶屋でUターンしなければならないため、観光シーズンには県道17号は非常に混雑（渋滞）する。

## 参考資料
- 日本国土地理院 地図閲覧サービス 2万5千分1地形図名：那須岳(日光)
- 環境省 日光国立公園 那須甲子・塩原地域 指定書 (PDF)
- 環境省 日光国立公園 那須甲子・塩原地域 管理計画書
- 栃木県 地域防災計画 火山災害対策編（平成22年6月14日修正） (PDF)
- 桜島国際火山砂防センター 那須岳
- 火山学者に聞いてみよう -トピック編- 身近の火山：北関東・甲信越地方 日光火山 Question #307
- ゼンリン地図 栃木県那須郡那須町大字湯本周辺
- 深田久弥『日本百名山』（新潮文庫、1978年）
- 塙静夫『栃木の社寺散歩とちぎの社寺散歩― 古社名刹の再発見― 』（下野新聞社、2003年）